# پهمبری راجگان
پهمبری راجگان (به انگلیسی: Phambray Rajgan) یک روستا در پاکستان است که در پنجاب واقع شده‌است.